# Kungsgården, Kramfors kommun

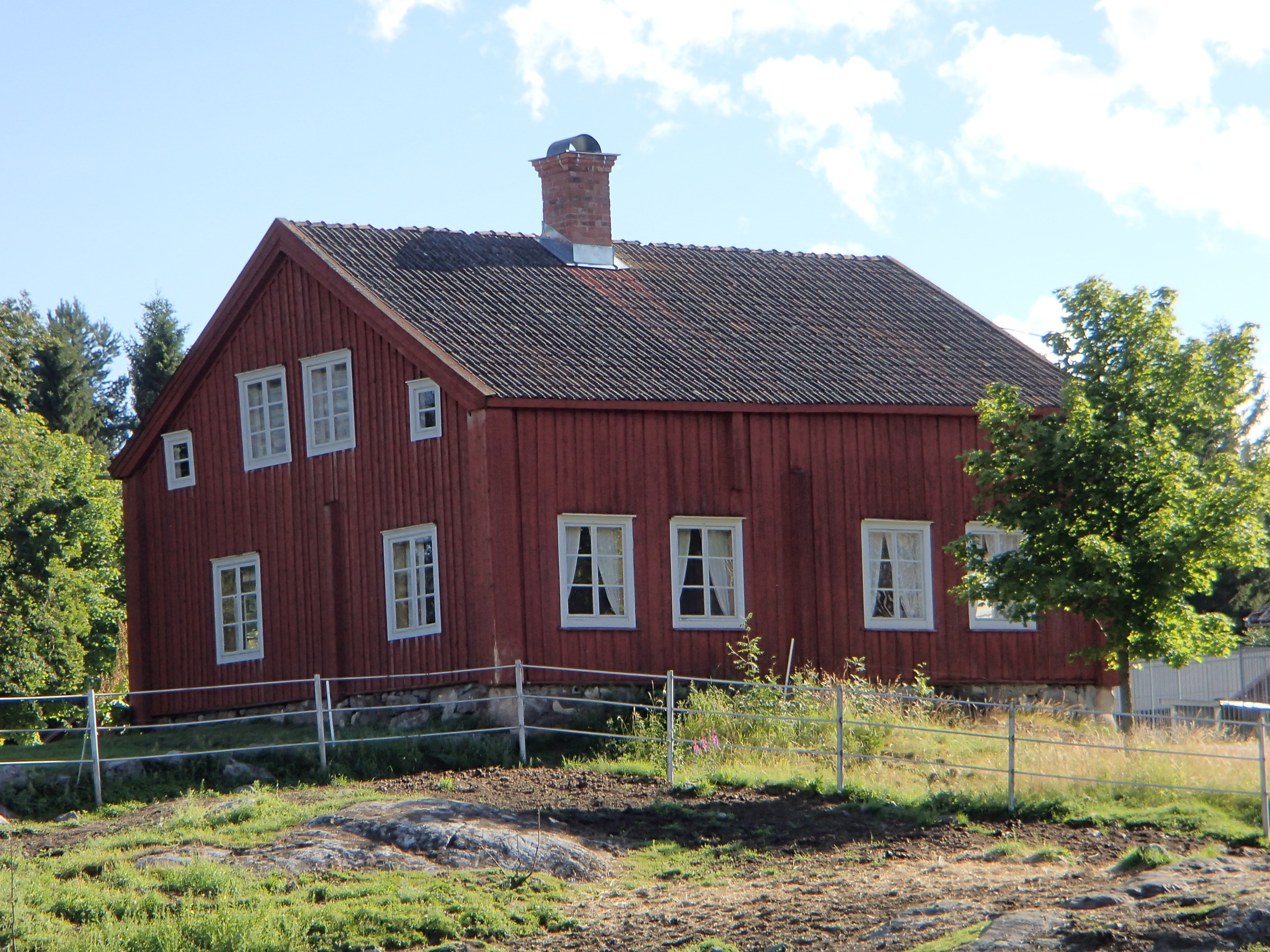
Bjärtrå kungsgård

Kungsgården är en by i Bjärtrå socken och Kramfors kommun. 

## Historia
Kungsgården var maktcentrum i Ångermanland till 1580-talet då Härnösand grundades. Här finns rester efter en borganläggning som har daterats till tidigt 1400-tal med dendrokronologi. På Kungsgården bodde fogden över Ångermanland, och det är troligt att fogdens gård låg på samma plats som den nuvarande gårdsanläggningen. Borgen som låg i en dalgång fungerade troligen som förläggningsplats för soldater och som försvarsanläggning.